# Maximilian Erlenwein
Maximilian Erlenwein (* 22 d'agost 1975 a Berlín) és un director de cinema i guionista alemany.

## Biografia
Maximilian Erlenwein va estudiar sociologia i estudis de mitjans a Marburg. Després va treballar com a càmera autònom per a documentals i reportatges de televisió. El 1999 va començar a estudiar direcció a la Deutsche Film- und Fernsehakademie Berlin (dffb). El 2005, Erlenwein va fundar Fat Lady Filmproduktion amb Robin von Hardenberg, amb seu a Berlín. El seu debut al llargmetratge Schwerkraft amb Fabian Hinrichs i Jürgen Vogel en els papers principals va guanyar, entre d'altres, el First Steps Award i el Premi Max-Ophüls. El segon llargmetratge d'Erlenwein, el thriller psicològic Stereo, és protagonitzada per Jürgen Vogel i Moritz Bleibtreu en els papers principals. La pel·lícula es va estrenar a la secció Panorama del 64è Festival Internacional de Cinema de Berlín i es va estrenar el 15/16 de maig de 2014 als cinemes alemanys i austríacs.
Maximilian Erlenwein viu a Berlín.

## Filmografia
- 2000: Fuck and Run; curtmetratge; Llibre i direcció
- 2000: Elvis versus Bruce Lee; curtmetratge; Llibre i direcció
- 2002: John Lee and Me; curtmetratge; Llibre i direcció
- 2005: Blackout; curtmetratge; Llibre i direcció
- 2006: Raw and Uncut; pel·lícula de concerts; Llibre i direcció
- 2007: Killing the Distance; documental; Llibre i direcció
- 2010: Schwerkraft; llargmetratge; Llibre i direcció
- 2014: Stereo; llargmetratge; Llibre i direcció
- 2019: Skylines; sèrie de Netflix; Direcció (3 episodis)
- 2023: The Dive; llargmetratge; Llibre i direcció

## Premis i nominacions
- 2005: Premi de la Crítica de Cinema Alemany, "Millor curtmetratge alemany" per Blackout
- 2006: Interfilm Berlin, "Millor curtmetratge alemany" per Blackout
- 2006: Premi Helene Schwarz "Millor director" per Blackout
- 2006: Millor curtmetratge internacional, Festival Internacional de Cinema de Monterrey, Mèxic per Blackout
- 2009: First Steps Award per Schwerkraft a la categoria de "Fight-Length Long Film"
- 2010: Premi al guió SR/ZDF al Festival Max Ophüls per Schwerkraft
- 2010: Premi Max Ophüls per Schwerkraft